# Marco Gerini
Marco Gerini, né le 5 août 1971 à Rome, est un joueur de water-polo italien.
Il a remporté une médaille de bronze lors des Jeux olympiques de 1996 à Atlanta.